# Moment zatrzymania

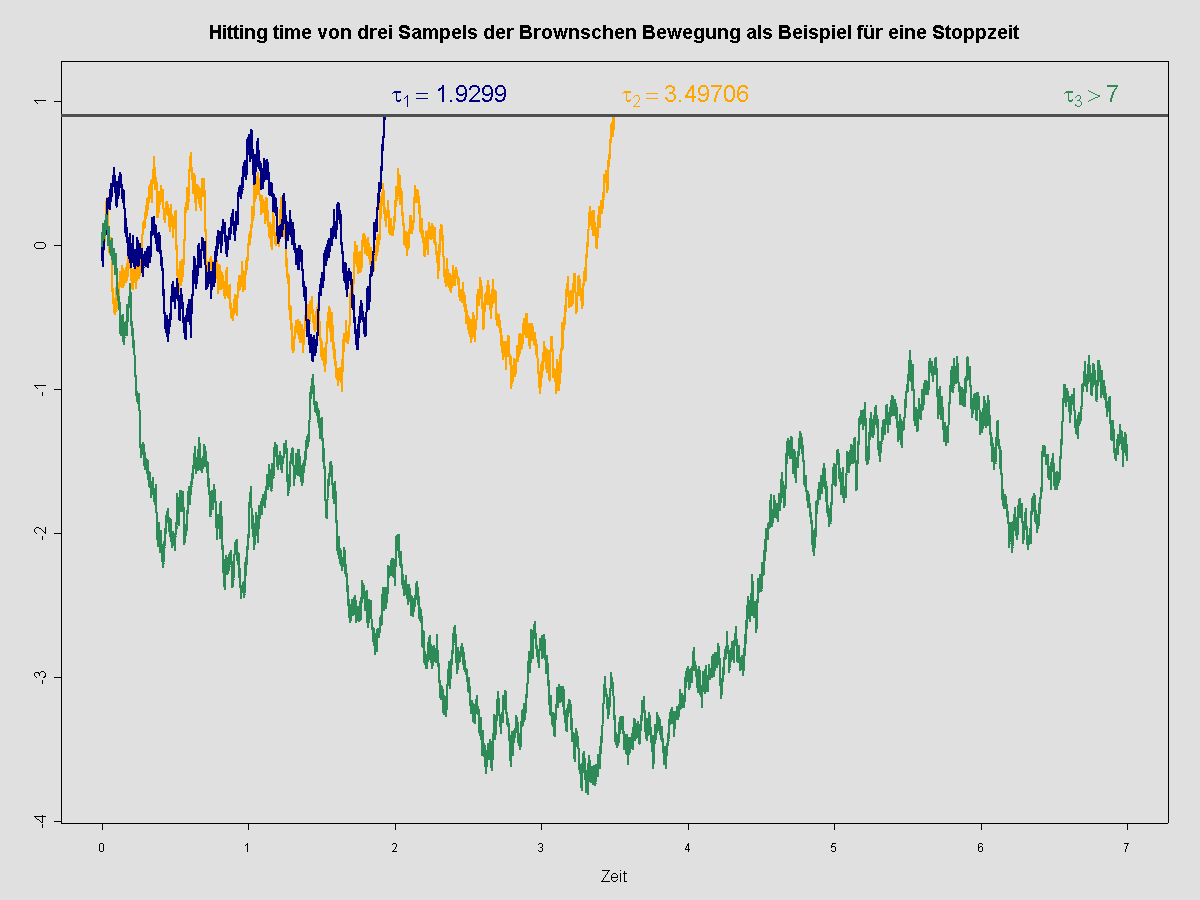
Przykład momentu zatrzymania: moment osiągnięcia bariery przez ruch Browna

Moment zatrzymania – specjalnego typu zmienna losowa, używana w teorii prawdopodobieństwa, a w szczególności przy badaniu procesów stochastycznych.
Reguła zatrzymania czy też momenty zatrzymania są analizowane i wykorzystywane zarówno w teorii prawdopodobieństwa, jak i statystyce, w szczególności przy próbkowaniu ciągów losowych czy w analizie sekwencyjnej. Często momenty zatrzymania są wykorzystywane w technikach dowodzenia twierdzeń metodą „temperowania czasu ciągłego” (szczegóły są w monografii Chunga (1982)).

## Definicja
Moment zatrzymania dla ciągu zmiennych losowych {\displaystyle X_{1},X_{2},\dots } to zmienna losowa {\displaystyle \tau } o własności takiej, że dla każdego {\displaystyle t,} to czy zdarzenie {\displaystyle \tau =t} zrealizowało się, zależy wyłącznie od realizacji zmiennych losowych {\displaystyle X_{1},X_{2},\dots ,X_{t},} a ponadto {\displaystyle Pr(\tau <\infty )=1,} tj. {\displaystyle \tau } jest prawie wszędzie skończona. Jeśli skończoność zmiennej losowej {\displaystyle \tau } nie jest wymagana, to mówimy o markowskim momencie zatrzymania. Momenty zatrzymania pojawiają się w teorii decyzji, gdzie reguła zatrzymania jest strategią wskazującą moment zatrzymania obserwacji procesu na podstawie aktualnego i przeszłych stanów procesu w celu zrealizowania założonego celu.
Inna definicja, bardziej ogólna, wykorzystuje pojęcie filtracji. Niech {\displaystyle (I,\leqslant )} będzie uporządkowanym zbiorem indeksów (często {\displaystyle I=[0,\infty )} lub zwarty podzbiór tego przedziału). {\displaystyle (\Omega ,{\mathcal {F}},({\mathcal {F}}_{t}),\mathbb {P} )} jest przestrzenią probabilistyczną z filtracją, to znaczy, jest to przestrzeń probabilistyczna ze zdefiniowaną wstępującą rodziną {\displaystyle \sigma }-algebr zwaną filtracją. Wówczas zmienna losowa {\displaystyle \tau \colon \Omega \to I} jest momentem Markowa, jeśli {\displaystyle \{\tau \leqslant t\}\in {\mathcal {F}}_{t}} dla każdego {\displaystyle t\in I.} Często, aby uniknąć nieporozumień, mówimy o takiej zmiennej losowej {\displaystyle \tau } iż jest {\displaystyle {\mathcal {F}}_{t}}-momentem markowskim. Jeśli dodatkowo moment Markowa {\displaystyle \tau } jest skończony z prawdopodobieństwem {\displaystyle 1,} to nazywamy go momentem zatrzymania.
Inaczej mówiąc, aby {\displaystyle \tau } był momentem markowskim powinno być możliwe stwierdzenie, czy {\displaystyle \{\tau \leqslant t\}} zrealizowało się na podstawie {\displaystyle {\mathcal {F}}_{t}.}

## Przykłady
W celu ilustracji podamy przykłady zmiennych losowych które są momentami zatrzymania i takich, które nie spełniają definicji. Rozważmy hazardzistę grającego w ruletkę z kapitałem początkowym 100 $:
- Grając tylko jeden raz, realizujemy moment zatrzymania {\displaystyle \tau =1.}
- Momentem zatrzymania jest strategia „graj co najwyżej 500 razy lub do wyczerpania pieniędzy”.
- Strategia gracza „gram do podwojenia kapitału początkowego (i pożyczam jeśli trzeba)” nie jest momentem zatrzymania, jako że istnieje dodatnie prawdopodobieństwo tego, że nigdy nie zrealizujemy zamierzonego celu.
- Strategia gracza „gram do podwojenia kapitału lub do chwili bankructwa” jest momentem zatrzymania ponieważ zatrzymujemy się z prawdopodobieństwem jeden w skończonym czasie.

## Lokalizacja
Momenty zatrzymania są często wykorzystywane do uogólniania pewnych własności procesów stochastycznych na przypadek w którym żądana własność jest spełniona jedynie lokalnie. Niech {\displaystyle X} będzie procesem a {\displaystyle \tau } momentem zatrzymania. Wówczas oznaczenie {\displaystyle X^{\tau }} wykorzystujemy do oznaczenia procesu {\displaystyle X} zatrzymanego w chwili {\displaystyle \tau }
{\displaystyle X_{t}^{\tau }=X_{\min(t,\tau )}.}
Wówczas mówimy, że {\displaystyle X} ma lokalnie własność {\displaystyle P} jeśli istnieje ciąg momentów zatrzymania {\displaystyle \tau _{n},} rosnących do nieskończoności i dla których procesy {\displaystyle 1_{\{\tau _{n}>0\}}X^{\tau _{n}}} mają własność {\displaystyle P.} Przykłady, dla procesów indeksowanych elementami zbioru {\displaystyle I=[0,\infty ),} są następujące;
- (Lokalny martyngał) Proces {\displaystyle X} jest lokalnym martyngałem, jeśli ma własność càdlàg (trajektorie są prawostronnie ciągłe i posiadają lewostronna granicę) i istnieje rosnący do nieskończoności ciąg momentów zatrzymania {\displaystyle \tau _{n}} taki, że {\displaystyle 1_{\{\tau _{n}>0\}}X^{\tau _{n}}} jest martyngałem dla każdego {\displaystyle n.}
- (Lokalna całkowalność) Nieujemny i rosnący proces {\displaystyle X} jest lokalnie całkowalny, jeśli istnieje ciąg momentów zatrzymania {\displaystyle \tau _{n}} rosnący do nieskończoności taki, że {\displaystyle \mathbb {E} (1_{\{\tau _{n}>0\}}X^{\tau _{n}})<\infty } dla każdego {\displaystyle n.}

## Typy momentów zatrzymania
Momenty zatrzymania o wartościach w {\displaystyle I=[0,\infty )} dzielmy często na typy ze względu na to, czy jest możliwe przewidywanie ich realizacji.
Moment zatrzymania {\displaystyle \tau } jest przewidywalny jeśli jest granicą rosnącego ciągu momentów zatrzymania {\displaystyle \tau _{n}} o własności, iż {\displaystyle \tau _{n}<\tau ,} gdy {\displaystyle \tau >0.} O ciągu {\displaystyle \tau _{n}} mówimy, że anonsuje {\displaystyle \tau ,} a zatem przewidywalny moment zatrzymania jest w tym sensie prognozowalny.
Przykładem przewidywalnego momentu zatrzymania jest moment pierwszego osiągnięcia dla procesu ciągłego i uzgodnionego. Jeśli {\displaystyle \tau } jest pierwszą chwilą w której ciągły, rzeczywisty proces {\displaystyle X} jest równy pewnej wartości {\displaystyle a,} to ciągiem anonsującym jest {\displaystyle \tau _{n},} gdzie {\displaystyle \tau _{n}} jest pierwszą chwilą w której {\displaystyle X} jest w odległości {\displaystyle 1/n} od {\displaystyle a.}
Osiągalny moment zatrzymania to taki, który może być „przykryty” przez przewidywalne momenty zatrzymania. To znaczy, że moment zatrzymania {\displaystyle \tau } jest osiągalny, jeśli {\displaystyle P(\tau =\tau _{n}} dla pewnego {\displaystyle n)=1,} gdzie {\displaystyle \tau _{n}} są momentami przewidywalnymi.
Moment zatrzymania {\displaystyle \tau } jest całkowicie nieosiągalny jeśli nie może być nigdy „anonsowany” przez rosnący ciąg momentów zatrzymania. Równoważnie, {\displaystyle P(\tau =\sigma <\infty )=0} dla każdego przewidywalnego momentu {\displaystyle \sigma .} Przykładem całkowicie nieosiągalnych momentów zatrzymania są chwile skoków procesu Poissona.
Każdy moment markowski {\displaystyle \tau } może być w jedyny sposób rozłożony na osiągalny i nieosiągalny moment markowski. To oznacza, że istnieją jedyne osiągalny moment markowski {\displaystyle \sigma } oraz całkowicie nieosiągalny moment markowski {\displaystyle \upsilon } takie, że:
{\displaystyle \tau =\sigma ,\;{}} gdy {\displaystyle \sigma <\infty ,}
{\displaystyle \tau =\upsilon ,\;{}} gdy {\displaystyle \upsilon <\infty ,}
{\displaystyle \tau =\infty ,\;{}} gdy {\displaystyle \sigma =\upsilon =\infty .}

## Literatura
- Kai Lai Chung: Lectures from Markov processes to Brownian motion. New York: Springer-Verlag, 1982, seria: Grundlehren der Mathematischen Wissenschaften No. 249. ISBN 0-387-90618-5. Brak numerów stron w książce
- Jakubowski, Jacek; Sztencel, R.: Wstęp do teorii prawdopodobieństwa. Warszawa: SCRIPT, 2000. ISBN 83-904564-4-3. Brak numerów stron w książce
- Revuz, Daniel and Yor, Marc: Continuous martingales and Brownian motion. Wyd. Third edition. Berlin: Springer-Verlag, 1999, seria: Grundlehren der Mathematischen Wissenschaften No. 293. ISBN 3-540-64325-7. Brak numerów stron w książce
- Philip E. Protter: Stochastic integration and differential equations. Wyd. Second edition (version 2.1, corrected third printing). Berlin: Springer-Verlag, 2005, seria: Stochastic Modelling and Applied Probability No. 21. ISBN 3-540-00313-4. Brak numerów stron w książce